# 佐努薩島

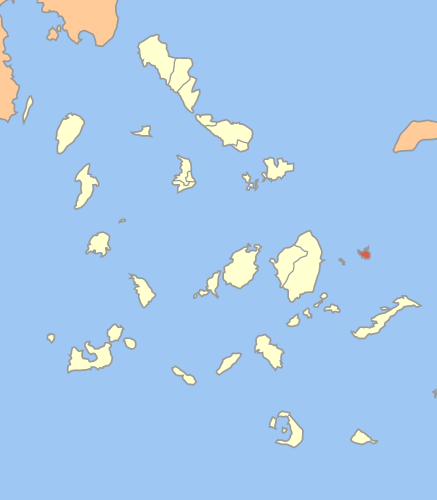

佐努薩島是希臘的島嶼，位於愛琴海，由南愛琴大區負責管轄，屬於基克拉澤斯群島的一部分，長6公里、寬5.5公里，面積13.75平方公里，最高點海拔高度386米，2001年人口163。